# Хрвати (Трст)
Хрвати (словен. Hrvati, итал. Hervati) је насеље у Италији у округу Трст, региону Фурланија-Јулијска крајина.
Према процени из 2011. у насељу је живело 21 становника. Насеље се налази на надморској висини од 275 м.